# D. K. Metcalf
DeKaylin Zecharius Metcalf (* 14. Dezember 1997 in Oxford, Mississippi) ist ein US-amerikanischer American-Football-Spieler. Er spielt auf der Position des Wide Receivers. Im NFL Draft 2019 wurde er in der zweiten Runde von den Seattle Seahawks ausgewählt. Seit 2025 spielt er für die Pittsburgh Steelers.

## College
Metcalf spielte drei Jahre an der University of Mississippi Football. Hierbei spielte er in seinem ersten Jahr allerdings lediglich in zwei Spielen und fing auch nur 2 Pässe, diese führten aber immerhin beide zum Touchdown. In seinem zweiten Collegejahr kam Metcalf in 12 Spielen zum Einsatz und konnte hierbei 39 Passfänge für 7 Touchdowns und 646 Yards für sich verbuchen. In seinem dritten und letzten Jahr am College konnte er aufgrund einer Verletzung lediglich 7 Spiele für Ole Miss bestreiten. In diesen 7 Spielen gelangen Metcalf 5 Touchdowns sowie 569 Yards bei 26 gefangenen Bällen.

## NFL
Aufgrund seiner physischen Erscheinung und Leistungen beim NFL Combine (unter anderem absolvierte er den 40 Yard Dash in 4,33 Sekunden) galt Metcalf im Vorfeld des Drafts als eines der interessantesten Wide-Receiver-Talente des Landes. In einigen Mock Drafts sahen Experten Metcalf auf seiner Position als erste Wahl für die NFL-Teams. Metcalf wurde als letzter Spieler der zweiten Runde an 64. Stelle im NFL Draft 2019 von den Seattle Seahawks ausgewählt. Entgegen einiger Expertenprognosen wurde Metcalf somit deutlich später als erwartet gedraftet. Hauptsächlich wurden dafür angebliche Schwächen im Route Running sowie die Verletzung in seinem Junior Year verantwortlich gemacht. Die Seahawks gaben ihm einen Vierjahresvertrag für 4,6 Mio. US-Dollar.

### 2019
Bereits ab Woche 1 seiner Rookie-Saison (2019) spielte Metcalf als Starter für die Seahawks. In seinem Debüt gegen die Cincinnati Bengals fing er 4 Pässe für 89 Yards Raumgewinn. Noch nie hatte ein Receiver der Seahawks in seinem ersten Spiel so viel Raumgewinn erzielt, vorheriger Rekordhalter war Steve Largent mit 86 Yards. Seinen ersten Touchdown fing Metcalf eine Woche später im Spiel gegen die Pittsburgh Steelers. In Woche 9 gegen die Tampa Bay Buccaneers erzielte Metcalf erstmals über 100 Yards Raumgewinn für die Seahawks. In der Wild Card Round gegen die Philadelphia Eagles fing Metcalf für 160 Yards und einen Touchdown. Nie zuvor hatte ein Rookie in einem Playoffspiel einen größeren Raumgewinn erzielt. Metcalf scheiterte jedoch dann mit den Seahawks in der Divisional Round an den Green Bay Packers mit 23–28, ihm gelangen dabei 4 Catches für 59 Yards.

### 2020
In seiner zweiten Saison etablierte er sich endgültig als Nr.1-Receiver seiner Franchise vor seinem Teamkollegen Tyler Lockett. Metcalf stand in allen 16 Spielen als Starter auf dem Feld und stellte mit 1.303 gefangenen Yards einen team-internen Rekord auf. Zudem gelangen ihm 10 Touchdowns. Metcalf wurde in den Pro Bowl und ins All-Pro Second Team gewählt.
In Woche 7 sorgte er im Spiel gegen die Arizona Cardinals für Aufsehen, als er den Safety Budda Baker, der einen Pass von Russell Wilson nahe der eigenen Endzone abgefangen hatte, über das ganze Feld verfolgte und kurz vor der Endzone der Seahawks zu Fall bringen konnte. Metcalf wurde für diesen Einsatz ligaweit gewürdigt, seine Verfolgungsjagd führte zu zahlreichen Memes in den sozialen Netzwerken.
Auch in seiner zweiten NFL-Saison erreichte Metcalf mit seinem Team die Playoffs, die Seahawks unterlagen jedoch in der Wild Card Round den Los Angeles Rams mit 20:30. Ihm gelangen 96 Yards Raumgewinn und zwei Touchdowns.

### 2025
Am 9. März 2025 wurde in den Nachrichten berichtet, dass die Seahawks zugestimmt hätten, Metcalf im Tausch gegen einen Zweitrundenpick sowie einem Tausch in der Auswahlreihenfolge in den Runden 6 und 7 im 2025 NFL-Draft an die Pittsburgh Steelers abzugeben. Metcalf stimmte den Berichten zufolge einem Fünfjahresvertrag über 150 Millionen US-$ zu. Am 13. März 2025 wurde der Tausch offiziell verkündet.

### Statistiken
| Jahr                               | Team             | Spiele | Starts | Passspiel | Passspiel | Passspiel | Passspiel | Passspiel | Passspiel |
| Jahr                               | Team             | Spiele | Starts | Rec       | Tgt       | Yds       | Avg       | TD        | Lng       |
| ---------------------------------- | ---------------- | ------ | ------ | --------- | --------- | --------- | --------- | --------- | --------- |
| 2019                               | Seattle Seahawks | 16     | 15     | 58        | 100       | 900       | 15,5      | 7         | 54        |
| 2020                               | Seattle Seahawks | 16     | 16     | 83        | 129       | 1.303     | 15,7      | 10        | 62        |
| 2021                               | Seattle Seahawks | 17     | 17     | 75        | 129       | 967       | 12,9      | 12        | 84        |
| 2022                               | Seattle Seahawks | 17     | 17     | 90        | 141       | 1.048     | 11,6      | 6         | 54        |
| 2023                               | Seattle Seahawks | 16     | 16     | 66        | 119       | 1.114     | 16,9      | 8         | 73        |
| 2024                               | Seattle Seahawks | 15     | 12     | 66        | 108       | 992       | 15,0      | 5         | 71        |
| Karriere                           | Karriere         | 97     | 93     | 438       | 726       | 6.324     | 14,4      | 48        | 84        |
| Quelle: pro-football-reference.com |                  |        |        |           |           |           |           |           |           |

| Jahr                               | Team             | Spiele | Starts | Passspiel | Passspiel | Passspiel | Passspiel | Passspiel | Passspiel |
| Jahr                               | Team             | Spiele | Starts | Rec       | Tgt       | Yds       | Avg       | TD        | Lng       |
| ---------------------------------- | ---------------- | ------ | ------ | --------- | --------- | --------- | --------- | --------- | --------- |
| 2019                               | Seattle Seahawks | 2      | 2      | 11        | 14        | 219       | 19,9      | 1         | 53        |
| 2020                               | Seattle Seahawks | 1      | 1      | 5         | 11        | 96        | 19,2      | 2         | 51        |
| 2022                               | Seattle Seahawks | 1      | 1      | 10        | 13        | 136       | 13,6      | 2         | 50        |
| Karriere                           | Karriere         | 4      | 4      | 26        | 38        | 451       | 17,3      | 5         | 53        |
| Quelle: pro-football-reference.com |                  |        |        |           |           |           |           |           |           |